# Deinodrilus kanieriensis
Deinodrilus kanieriensis är en ringmaskart som först beskrevs av Benham 1945.  Deinodrilus kanieriensis ingår i släktet Deinodrilus och familjen Acanthodrilidae. Inga underarter finns listade i Catalogue of Life.